# Papilio lorquinianus
Espèce
Papilio lorquinianus ou Paon vert de mer est une espèce de lépidoptères (papillons) de la famille des Papilionidae qui vit en Nouvelle-Guinée et dans l'archipel des Moluques.

## Description

### Imago
L'imago a une envergure comprise entre 7 et 10 cm. À l'avers les ailes antérieures sont bleu-vert irisées avec des marges noires saupoudrées d'écailles vertes à l'apex, les ailes postérieures sont de même couleur avec des marges noires, six lunules vertes dans la partie marginale et des queues. Au revers les ailes antérieures sont marron et sont plus claires dans la partie marginale, les ailes postérieures sont marron avec une partie marginale plus claire, et portent six ocelles noires et bleu dans les espaces intraveineux. Le corps est marron et saupoudré d'écailles vertes irisées sur le dessus. Il n'y a pas de dimorphisme sexuel.

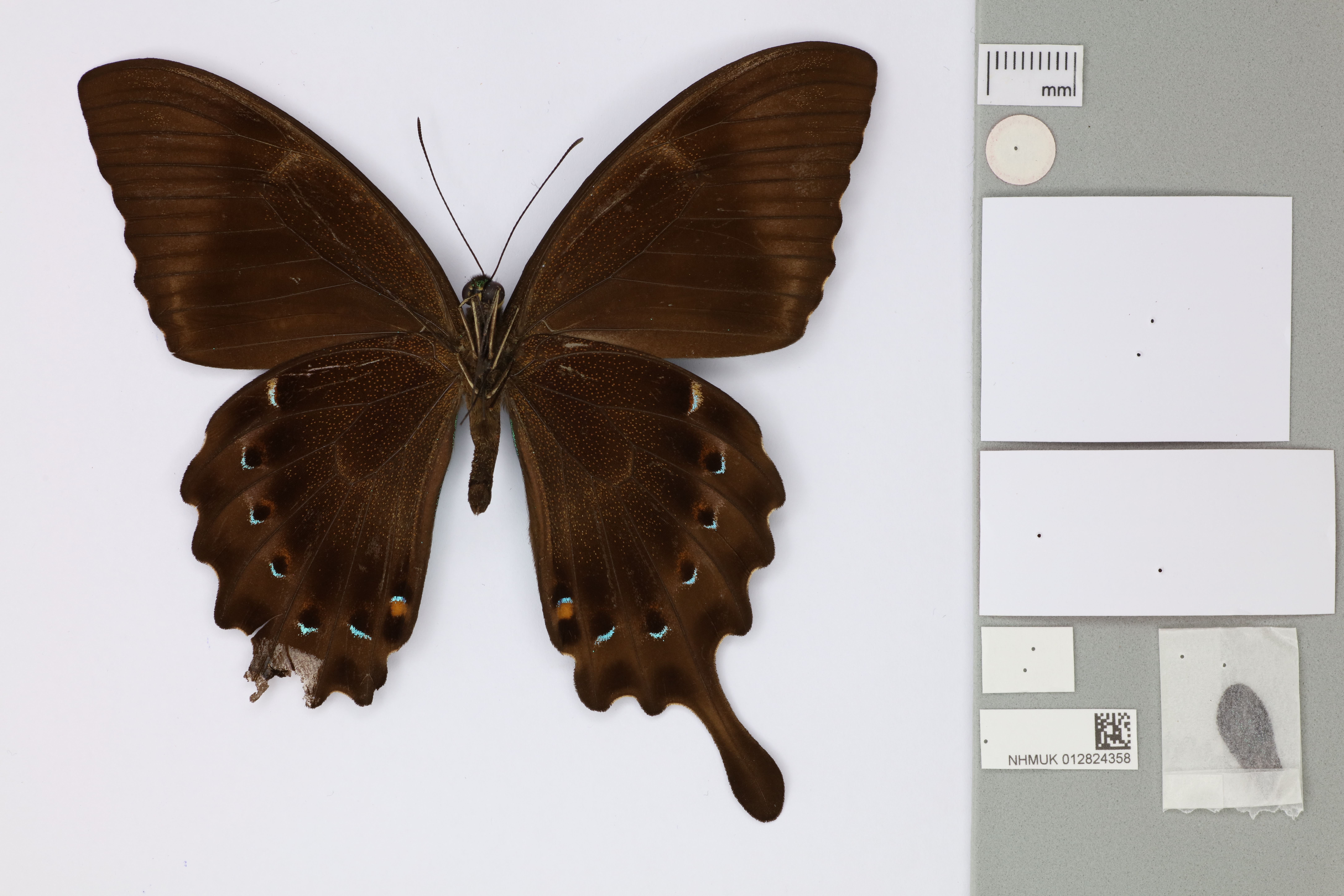
Revers de Papilio lorquinianus manggasi
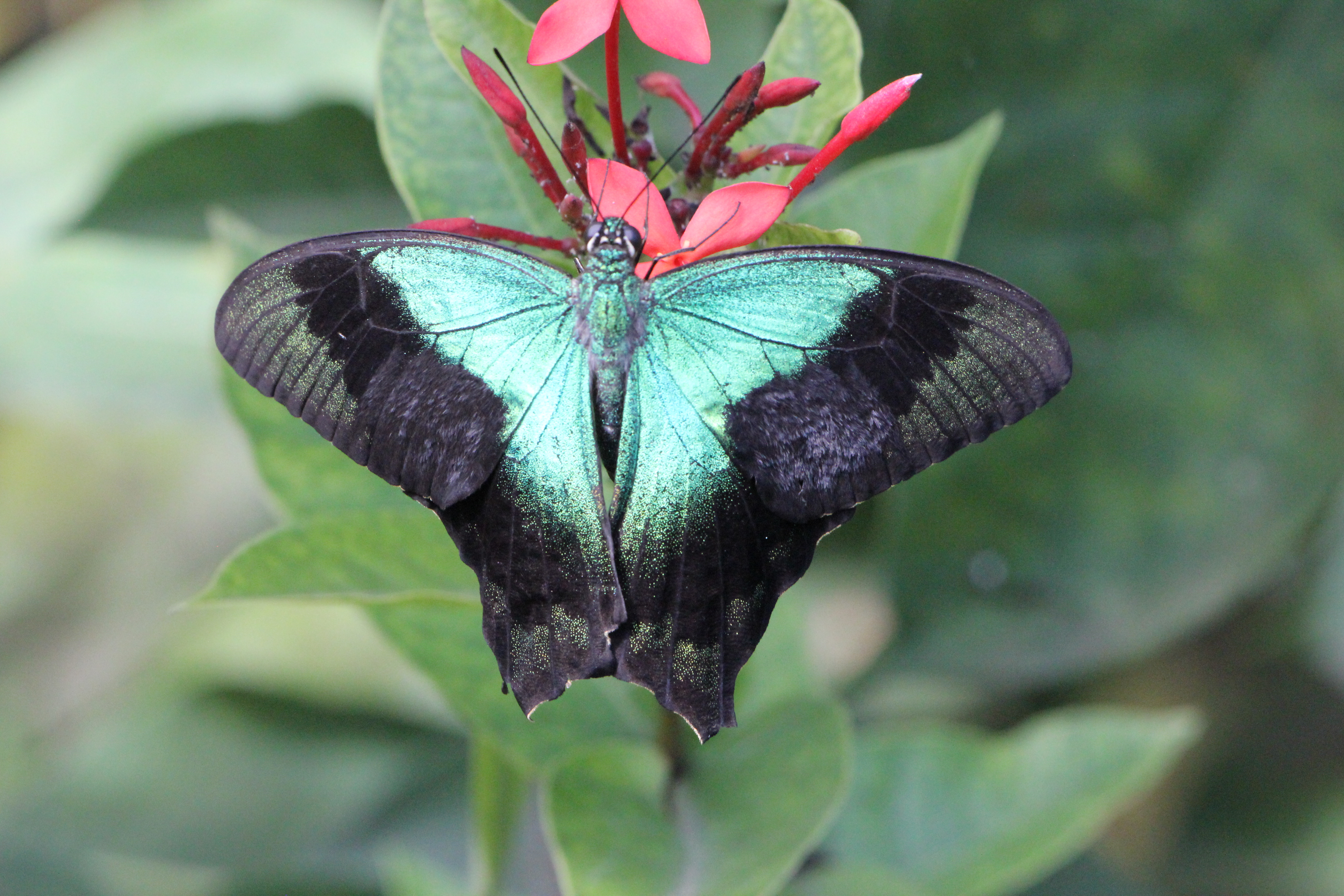
Imago en train de se nourrir
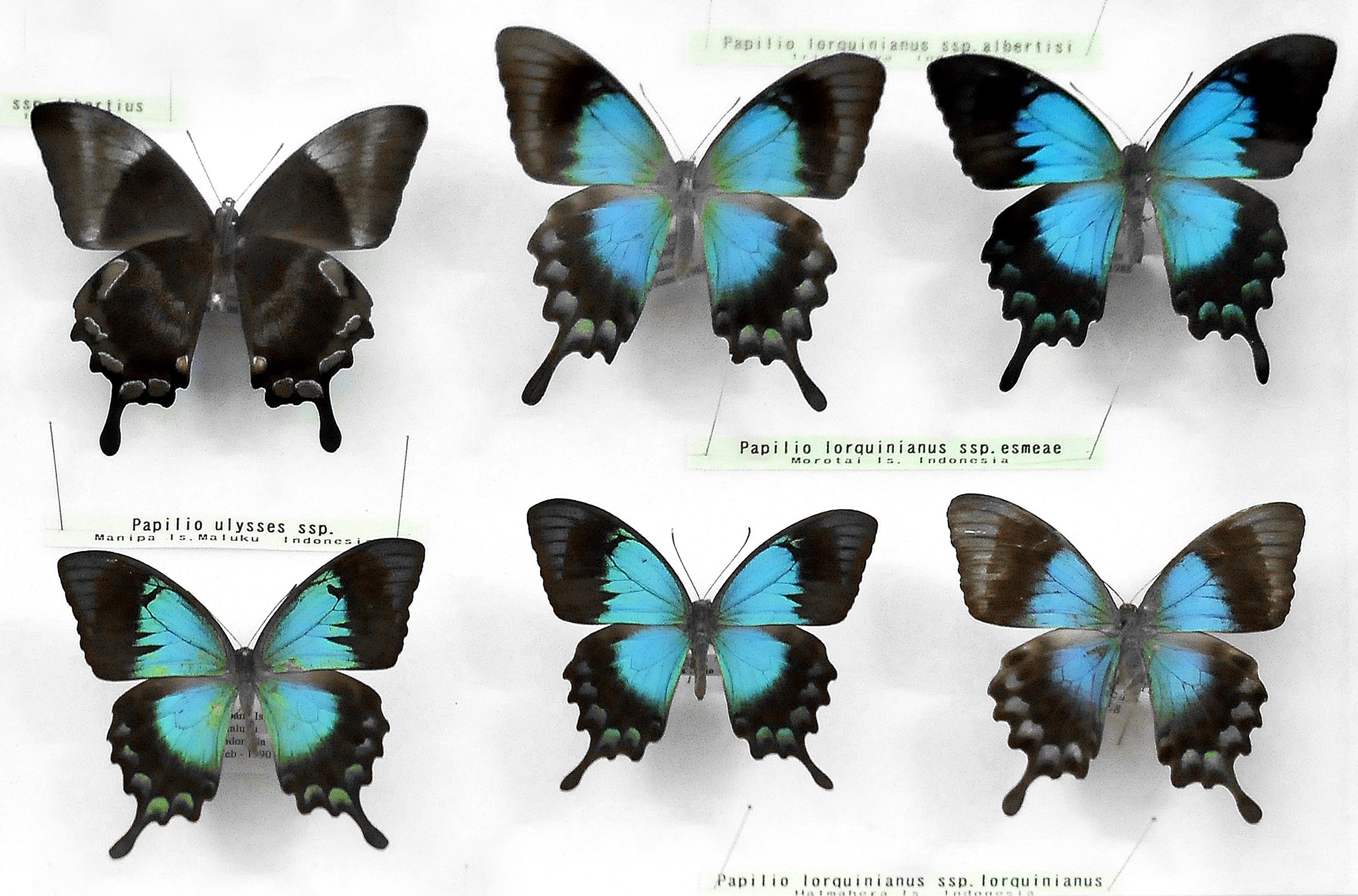
En haut de gauche à droite : Papilio ulysses (revers), Papilio lorquinianus esmeae, en bas Papilio lorquinianus lorquinianus

## Écologie
La femelle pond ses œufs sur l'espèce d'arbre Zanthoxylum avicennae (en). Les chenilles se nourrissent de la plante-hôte, passent par cinq stades et se transforment en chrysalide maintenue à la verticale par une ceinture de soie. Comme tous les Papilionides les chenilles portent derrière la tête un osmeterium, organe fourchu qui émet une substance malodorante, qu'elles déploient lorsqu'elles se sentent menacées.

## Habitat
Papilio lorquinianus vit dans les forêts tropicales humides. L'espèce est présente dans le reliquat des Indes orientales néerlandaises : en Indonésie, en Nouvelle-Guinée occidentale (notamment dans les monts Arfak) et dans les Moluques (îles de Morotai, Ternate, Halmahera, Bacan et Céram).

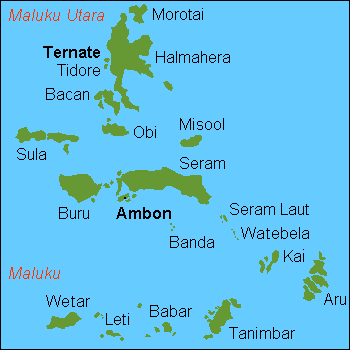
Archipel des Moluques
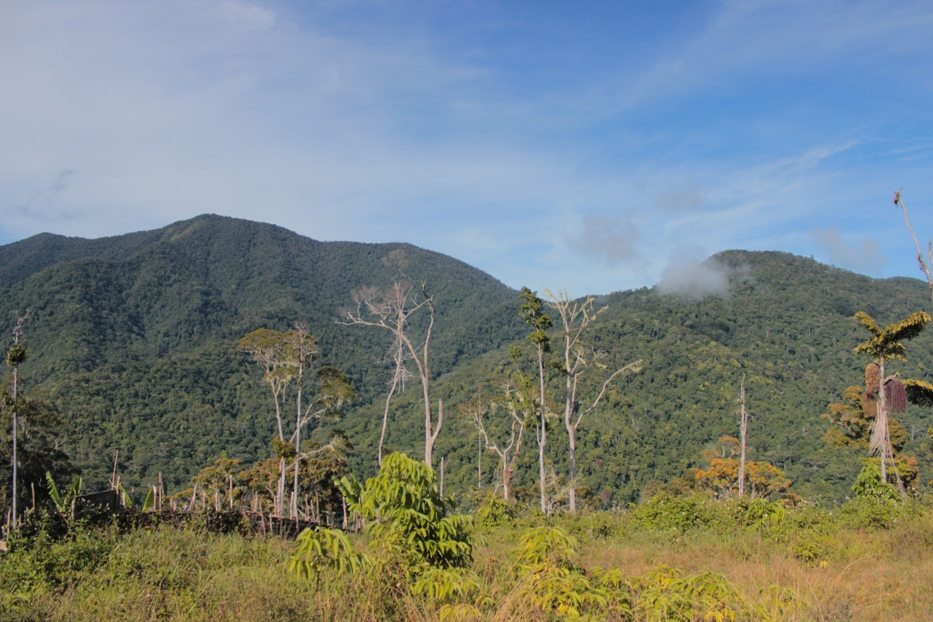
Monts Arfak
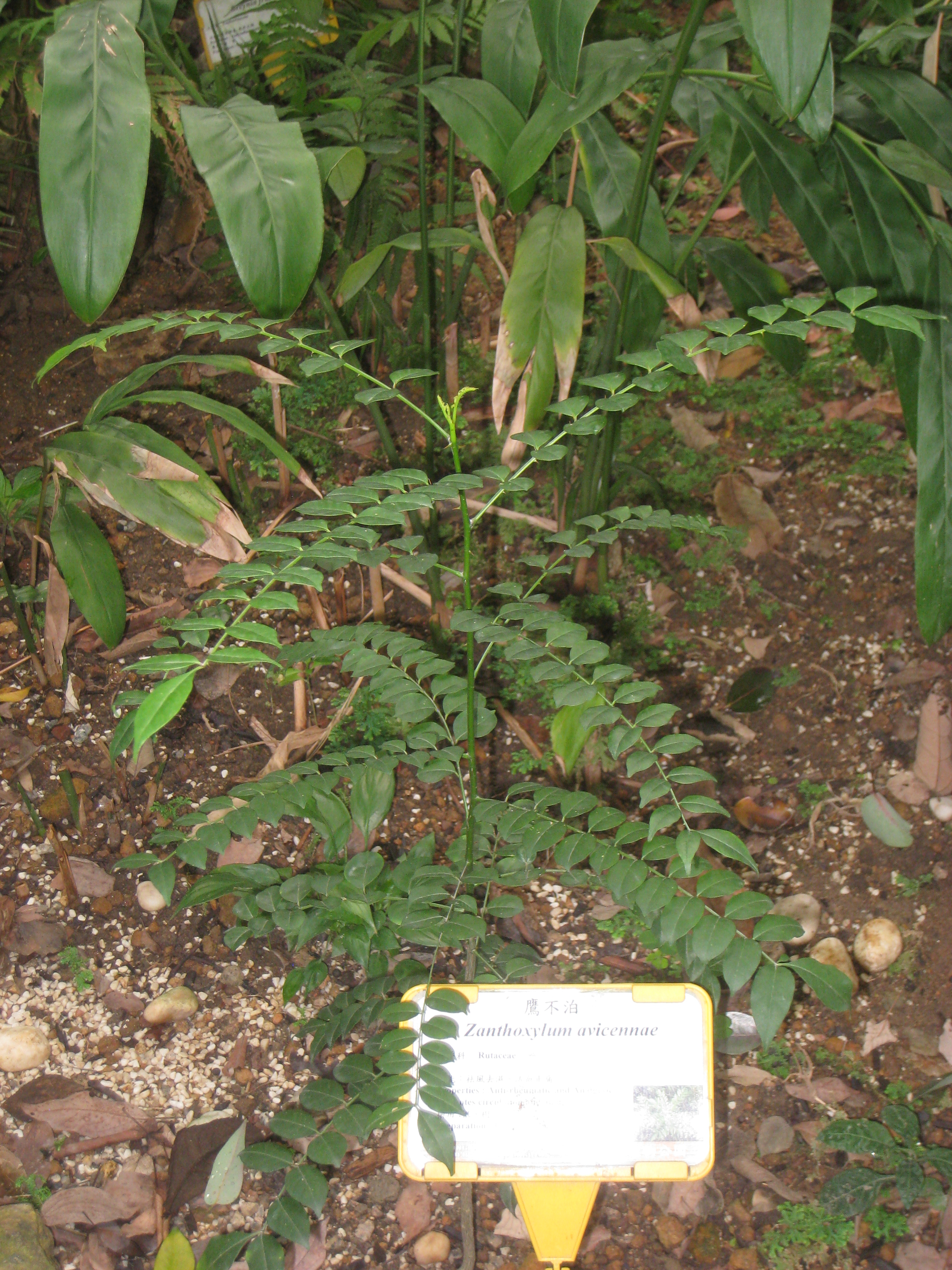
Zanthoxylum avicennae (Hong Kong Botanical Garden). Plante hôte de Papilio lorquinianus

## Systématique
L'espèce Papilio lorquinianus a été décrite en 1865 par le baron Cajetan von Felder et son fils Rudolf Felder, à partir d'un spécimen trouvé à Dodinga sur l'île d'Halmahera. Son nom lui a été donné en hommage au naturaliste français Pierre Joseph Michel Lorquin.
Le nom scientifique complet (avec auteur) de ce taxon est Papilio lorquinianus Felder & Felder, 1865.
Papilio lorquinianus a pour synonymes :
- Papilio lorquinianus subsp. apollodorus Fruhstorfer, 1909
- Papilio lorquinianus subsp. ochoco Shimogori, 1997

### Histoire évolutive
Papilio lorquinianus appartient au sous-genre Achillides, un groupe d'environ 25 espèces du genre Papilio présentes en Asie et en Océanie. La spéciation de l'espèce a probablement eu lieu il y a moins de 5 millions d'année dans les îles d'Halmahera et de Céram, après l'isolement de ces dernières. L'espèce a ensuite étendue son aire de répartition vers la Nouvelle Guinée. L'espèce la plus proche génétiquement est Papilio peranthus.

### Sous-espèces
Liste des espèces selon NCBI (23 septembre 2022) :
- P. l. albertisi Oberthür, 1880 : Nouvelle-Guinée occidentale
- P. l. esmeae Parrott, 1985 : Morotai
- P. l. gelia  Jordan, 1909 : Bacan
- P. l. lorquinianus C. Felder & R. Felder, 1865 : Halmahera, Ternate
- P. l. ochoco Shimogori, 1997 : Yapen[10]
- P. l. ssp. CBGPFLC_00060[n 1]
- P. l. ssp. CBGPFLC_00061[n 1]

D'autres sont incluses selon BioLib (23 septembre 2022) :
- P. l. philippus Wallace, 1865 : Céram
- P. l. boanoensis (= P.l. mizukoshii) Kariya, 1992 : Boano
- P. l. dewaro Joicey & Talbot, 1922 : Nouvelle-Guinée[10]
- P. l. manggasi Goode & Burk, 2012 : Nouvelle-Guinée (rivière Mamberamo)[10]
- P. l. roxanae Goode, 2011 : Nouvelle-Guinée[10]
- P. l. pratti Goode, 2011 : Nouvelle-Guinée[10]
- P. l. avona Goode, 2011

## Papilio lorquinianuset l'Homme

### Nom vernaculaire
Papilio lorquinianus est parfois appelé « Sea green swallowtail » en anglais.

### Menaces et conservation
L'espèce n'est pas évaluée par l'UICN. En 1985 elle était considérée comme rare mais non menacée.

### Publication originale
- (la + de) Felder, C. et Felder, R., In Reise der Osterreichischen Fregatte Novara um die Erde in der Jahren 1857, 1858, 1859 under den Befehlen Commadore B. von Wüllerstorf-Urbair, Zoologischer Theil. Zweiter Band: Abtheilung. Vienna, 1865–75, 549 pp. (lire en ligne), p. 119-120